# Nicolae Burileanu
Nicolae Burileanu (n. 22 noiembrie 1909 – d. secolul al XX-lea) a fost un pilot român de aviație, as al Aviației Române din cel de-al Doilea Război Mondial.
Adjutantul șef av. Nicolae Burileanu a fost decorat cu Ordinul Virtutea Aeronautică de război cu spade, clasa Crucea de Aur cu 1 baretă (4 noiembrie 1941) „pentru eroismul dovedit în lupta dela Vigoda, când a doborît 2 avioane sovietice. Are 70 misiuni pe front cu un deosebit curaj” și clasa Crucea de Aur cu 2 barete (16 februarie 1944) „pentru curajul și vitejia, de care a dat dovadă în luptele aeriene, executând 62 misiuni de vânătoare pe front, reușind a doborî un avion inamic”.

## Decorații
- Ordinul „Virtutea Aeronautică” de Război cu spade, clasa Crucea de Aur cu 1 baretă (4 noiembrie 1941)[1]
- Ordinul „Virtutea Aeronautică” cu spade, clasa Crucea de Aur cu 2 barete (16 februarie 1944)[2]